# Kristin Chenoweth
Kristin Chenoweth (celým jménem Kristi Dawn Chenoweth, fanoušky nazývaná Cheno, * 24. července 1968 Broken Arrow, Oklahoma) je americká herečka a zpěvačka, která za roli Sally Brown v muzikálu You're a Good Man Charlie Brown získala cenu Tony. Její nejvýraznější rolí byla Glinda v muzikálu Čarodějka, za kterou byla nominována na cenu Tony.
Chenoweth měří jen 150 cm a má velmi výrazný, vysoký hlas v rozsahu čtyř oktáv.[zdroj⁠?!]

## Filmografie

### Film
| Rok  | Název                                    | Role                     | Poznámky    |
| ---- | ---------------------------------------- | ------------------------ | ----------- |
| 2002 | Topa Topa Bluffs                         | Patty                    |             |
| 2005 | Moje krásná čarodějka                    | Maria Kelly              |             |
| 2006 | Růžový panter                            | Cherie                   |             |
| 2006 | Rodinná dovolená a jiná neštěstí         | Mary Jo Gornicke         |             |
| 2006 | Hlava nehlava                            | Fern Stewart             |             |
| 2006 | Horší už to nebude                       | moderátorka Book Channel |             |
| 2006 | Budiž světlo                             | Tia Hall                 |             |
| 2006 | A Sesame Street Christmas Carol          | Christmas Carol          | dabing      |
| 2008 | Vesmírní opičáci                         | Kilowatt                 | dabing      |
| 2008 | Zvonilka                                 | Rosetta                  | dabing      |
| 2008 | Čtvery Vánoce                            | Courtney                 |             |
| 2009 | Into Temptation                          | Linda Salerno            |             |
| 2009 | Zvonilka a ztracený poklad               | Rosetta                  | dabing      |
| 2010 | Zvonilka a velká záchranná výprava       | Rosetta                  | dabing      |
| 2010 | Zase ona!                                | Georgia King             |             |
| 2012 | Naboř a ujeď                             | Debby Kreeger            |             |
| 2013 | Rodinný víkend                           | Samantha Smith-Dungy     |             |
| 2014 | Sázím na sex: Vítěz bere vše             | paní Kempová             |             |
| 2014 | Rio 2                                    | Gabi                     | dabing      |
| 2015 | Zázračné kouzlo                          | švestková víla           | dabing      |
| 2015 | Kluk od vedle                            | Vicky Lansing            |             |
| 2015 | Snoopy a Charlie Brown. Peanuts ve filmu | Fifi                     | dabing      |
| 2015 | Teuwinseuteojeu                          |                          | producentka |
| 2016 | Hard Sell                                | Lorna Buchanan           |             |
| 2017 | Class Rank                               | Janet Krauss             |             |
| 2017 | My Little Pony: Film                     | princezna Skystar        | dabing      |
| 2017 | Šťastná hvězda                           | Abby                     | dabing      |
| 2020 | Čarodějnice                              | Daisy / Mary             | dabing      |
| 2020 | Sváteční rande                           | teta Susan               |             |

### Televize
| Rok             | Název                       | Role                          | Poznámky                                                                         |
| --------------- | --------------------------- | ----------------------------- | -------------------------------------------------------------------------------- |
| 1999            | Annie                       | Lily St. Regis                |                                                                                  |
| 1999            | LateLine                    | Kristin                       | díl: „The Christian Guy“                                                         |
| 1999            | Paramour                    |                               | minisérie                                                                        |
| 2001            | Seven Roses                 |                               |                                                                                  |
| 2001            | Kristin                     | Kristin Yancey                | 13 dílů (z toho 7 se nevysílalo)                                                 |
| 2001            | Frasier                     | Portia Sanders                | díl: „Kariéra v ohrožení“                                                        |
| 2002            | Baby Bob                    | Crystal Carter                | díl: „Talking Babies Say the Darndest Things“                                    |
| 2003            | Music man                   | Marian Paroo                  |                                                                                  |
| 2003            | Fillmore!                   | průvodkyně v muzeu            | dabing, díl: „Masterstroke of Malevolence“                                       |
| 2005            | Great Performances          | Cunegonde                     | díl: „Leonard Bernstein's Candide“                                               |
| 2004–2006       | Západní křídlo              | Annabeth Schott               | 34 dílů                                                                          |
| 2003, 2006      | Sezame, otevři se           | paní Noodle                   | 2 díly                                                                           |
| 2001, 2007      | Svět Elmo                   | paní Noodle                   | 2 díly                                                                           |
| 2007            | Ošklivka Betty              | Diane                         | díl: „East Side Story“                                                           |
| 2007            | 52nd Drama Desk Awards      | moderátorka                   | pořad                                                                            |
| 2007, 2018      | Robot Chicken               | různé role                    | dabing, díly: „Squaw Bury Shortcake“ a „What Can You Tell Me About Butt Rashes?“ |
| 2007–2009       | Řekni, kdo tě zabil         | Olive Snook                   | 22 dílů                                                                          |
| 2009            | Kluci z kalendáře           | E. J. Baxter                  | televizní film                                                                   |
| 2009            | Sit Down, Shut Up           | Miracle Grohe                 | dabing, 13 dílů                                                                  |
| 2009–2011, 2014 | Glee                        | April Rhodes                  | 5 dílů                                                                           |
| 2012            | G.C.B.                      | Carlene Cockburn              | 10 dílů                                                                          |
| 2012            | Nouzové přistání            | Courtney Price                | díl: „The Gateway Friend“                                                        |
| 2012            | Dobrá manželka              | Peggy Byrne                   | 2 díly                                                                           |
| 2013            | Jak si vybrat správné šaty  | ona sama                      | díl: „Sisters Know Best“                                                         |
| 2013–2014       | Kirstie                     | Brittany Gold                 | 2 díly                                                                           |
| 2014–2017       | BoJack Horseman             | Vanessa Gekko, Mrs. Teach-Bot | dabing; 4 díly                                                                   |
| 2015            | Americký táta               | Devin                         | dabing, díl: „LGBSteve“                                                          |
| 2015            | The 69th Annual Tony Awards | Host                          | Special                                                                          |
| 2015            | Následníci                  | Zloba                         |                                                                                  |
| 2015            | The Muppets                 | ona sama                      | díl: „The Ex-Factor“                                                             |
| 2016            | Hairspray Live!             | Velma Von Tussle              |                                                                                  |
| 2017            | Američtí bohové             | Ostara                        | díl: „Come to Jesus“                                                             |
| 2017            | Znovu 20                    | Marylynne Keller              | díl: „Post Truth“                                                                |
| 2018            | Máma                        | Miranda                       | díl: „Charlotte Brontë and a Backhoe“                                            |
| 2018            | Trial & Error               | Lavinia Peck-Foster           | hlavní role ve 2. řadě                                                           |
| 2018            | A Very Wicked Halloween     | Glinda/ona sama               | speciál: moderátorka s účinkující                                                |
| 2019            | A Christmas Love Story      | Katherine Clark               | televizní film                                                                   |
| 2019            | Herveyho děvčata – napořád! | Patty Pupé                    | dabing, díl: „The Puppets Take Meanhattan“                                       |
| 2020            | The Disney Family Singalong | moderátorka                   |                                                                                  |
| 2020            | Candy Land                  | moderátorka                   |                                                                                  |